# Begonia viscida
Espèce
Begonia viscida est une espèce de plantes de la famille des Begoniaceae.
L'espèce fait partie de la section Knesebeckia.
Elle a été décrite en 1969 par Rudolf Christian Ziesenhenne (1911-2005).

## Répartition géographique
Cette espèce est originaire du pays suivant : Mexique.